# Listă de jocuri video de rol din 2012–2013
Acesta este un index cuprinzător al jocurilor video de rol comerciale, sortate cronologic după anul apariției. Informațiile referitoare la data lansării, dezvoltatorul, editura, sistemul de operare, subgenul și notabilitatea sunt furnizate acolo unde sunt disponibile. Tabelul poate fi sortat făcând clic pe casetele mici de lângă titlurile coloanelor. Această listă nu include MUD-uri sau MMORPG-uri. Include jocuri roguelike, de acțiune și tactice (timp real).

Aceasta este o listă de jocuri video de rol din 2012 – 2013.

## Legenda
| Platforme de jocuri video |
| ------------------------- |

| 3DS    | Nintendo 3DS                   |
| Arcade | Arcade game                    |
| CROSS  | Cross-platform                 |
| DC     | Dreamcast                      |
| DROI   | Platforma nu este recunoscută. |
| DS     | Nintendo DS                    |
| GBA    | Game Boy Advance               |
| GBC    | Game Boy Color                 |
| GCN    | Nintendo GameCube              |
| iOS    | iOS                            |
| LIN    | Linux                          |

| MOBI | Mobile phone                   |
| N64  | Nintendo 64                    |
| NX   | Platforma nu este recunoscută. |
| OSX  | Mac OS X                       |
| PS1  | PlayStation / PSone            |
| PS2  | PlayStation 2                  |
| PS3  | PlayStation 3                  |
| PS4  | Platforma nu este recunoscută. |
| PSN  | PlayStation Network            |
| PSP  | PlayStation Portable           |
| PSV  | Platforma nu este recunoscută. |

| OSX  | Mac OS X                       |
| SAT  | Sega Saturn                    |
| SCD  | Sega Mega-CD                   |
| SNES | Super NES / Super Famicom      |
| VC   | Virtual Console (Wii)          |
| Wii  | Wii                            |
| WiiU | Wii U                          |
| WIN  | Microsoft Windows              |
| X360 | Xbox 360                       |
| XBOX | Xbox                           |
| XOne | Platforma nu este recunoscută. |

| 3DS    | Nintendo 3DS                   |
| Arcade | Arcade game                    |
| CROSS  | Cross-platform                 |
| DC     | Dreamcast                      |
| DROI   | Platforma nu este recunoscută. |
| DS     | Nintendo DS                    |
| GBA    | Game Boy Advance               |
| GBC    | Game Boy Color                 |
| GCN    | Nintendo GameCube              |
| iOS    | iOS                            |
| LIN    | Linux                          |

| MOBI | Mobile phone                   |
| N64  | Nintendo 64                    |
| NX   | Platforma nu este recunoscută. |
| OSX  | Mac OS X                       |
| PS1  | PlayStation / PSone            |
| PS2  | PlayStation 2                  |
| PS3  | PlayStation 3                  |
| PS4  | Platforma nu este recunoscută. |
| PSN  | PlayStation Network            |
| PSP  | PlayStation Portable           |
| PSV  | Platforma nu este recunoscută. |

| OSX  | Mac OS X                       |
| SAT  | Sega Saturn                    |
| SCD  | Sega Mega-CD                   |
| SNES | Super NES / Super Famicom      |
| VC   | Virtual Console (Wii)          |
| Wii  | Wii                            |
| WiiU | Wii U                          |
| WIN  | Microsoft Windows              |
| X360 | Xbox 360                       |
| XBOX | Xbox                           |
| XOne | Platforma nu este recunoscută. |

| Tipuri de lansări |
| ----------------- |

| Rerel  | Jocul a fost relansat pe aceeași platformă cu modificări minore sau fără modificări.                                                                                     |
| Port   | Jocul a apărut pentru prima dată pe o altă platformă. Este la fel ca originalul, cu puține sau deloc diferențe.                                                          |
| Remake | Jocul este un remake îmbunătățit al celui original, lansat pe aceeași platformă sau pe o platformă diferită, cu modificări ale graficii, sunetului și/sau gameplay-ului. |
| Compl  | O compilație, antologie sau colecție de mai multe titluri, de obicei (dar nu întotdeauna) aparținând aceleiași serii.                                                    |
| Limit  | O lansare specială (numită adesea Limited sau Collector’s Edition) cu material bonus de colecție. Adesea este furnizată persoanelor care pre-comandă un joc.             |

| Rerel  | Jocul a fost relansat pe aceeași platformă cu modificări minore sau fără modificări.                                                                                     |
| Port   | Jocul a apărut pentru prima dată pe o altă platformă. Este la fel ca originalul, cu puține sau deloc diferențe.                                                          |
| Remake | Jocul este un remake îmbunătățit al celui original, lansat pe aceeași platformă sau pe o platformă diferită, cu modificări ale graficii, sunetului și/sau gameplay-ului. |
| Compl  | O compilație, antologie sau colecție de mai multe titluri, de obicei (dar nu întotdeauna) aparținând aceleiași serii.                                                    |
| Limit  | O lansare specială (numită adesea Limited sau Collector’s Edition) cu material bonus de colecție. Adesea este furnizată persoanelor care pre-comandă un joc.             |

| Note despre genuri |
| ------------------ |

| Action RPG   | Joc video de rol de acțiune.              |
| Tactical RPG | Joc video de rol tactic.                  |
| Roguelike    | Roguelike.                                |
| MMORPG       | Joc de rol cu multiplayer online în masă. |
| MUD          | MUD.                                      |

| FPS/RPG | Shooter first-person / Joc video de rol hibrid (Joc video de rol shooter).                            |
| RTS/RPG | Joc de strategie în timp real / Joc video de rol hibrid (Joc video de rol de strategie în timp real). |
| WRPG    | Joc de rol în stil western.                                                                           |
| JRPG    | Joc de rol în stil japonez.                                                                           |
| Eroge   | Joc japonez cu conținut erotic.                                                                       |

| Action RPG   | Joc video de rol de acțiune.              |
| Tactical RPG | Joc video de rol tactic.                  |
| Roguelike    | Roguelike.                                |
| MMORPG       | Joc de rol cu multiplayer online în masă. |
| MUD          | MUD.                                      |

| FPS/RPG | Shooter first-person / Joc video de rol hibrid (Joc video de rol shooter).                            |
| RTS/RPG | Joc de strategie în timp real / Joc video de rol hibrid (Joc video de rol de strategie în timp real). |
| WRPG    | Joc de rol în stil western.                                                                           |
| JRPG    | Joc de rol în stil japonez.                                                                           |
| Eroge   | Joc japonez cu conținut erotic.                                                                       |

## Lista
| An   | Titlu | Dezvoltator                                   | Editură                                                 | Setări                                | Platformă                                           | Subgen                                    | Serie/Note                                                                                              | Țara de origine |
| ---- | --- | --------------------------------------------- | ------------------------------------------------------- | ------------------------------------- | --------------------------------------------------- | ----------------------------------------- | --- | --------------- |
| 2012 | 10000000 (EN) | EightyEightGames                              |                                                         |                                       | WIN, iOS                                            | Puzzle video game                         | |                 |
| 2012 | 2nd Super Robot Wars Original Generation (EN) 第2次スーパーロボット大戦OG (JA)                                                          | Banpresto                                     | Bandai Namco Entertainment                              |                                       | PS3                                                 | Tactical RPG                              | Super Robot Wars                                                                                        |                 |
| 2012 | Advanced Dungeons & Dragons: Slayer (EN)                                                                                                |                                               | Technology and Entertainment Software                   |                                       | 3DO                                                 | Action RPG                                | |                 |
| 2012 | Atelier Ayesha: The Alchemist of Dusk (EN) アーシャのアトリエ 〜黄昏の大地の錬金術士〜 (JA)                                             | Gust Co. Ltd.                                 | Koei Tecmo Holdings                                     |                                       | PS3, PSV                                            |                                           | Atelier                                                                                                 |                 |
| 2012 | Baldur's Gate: Enhanced Edition (EN) | Beamdog                                       | Atari, SA                                               |                                       | DROI, WIN, MAC, iOS                                 |                                           | Refacere îmbunătățită a Baldur's Gate.                                                                  | Canada          |
| 2012 | Battleloot Adventure (EN) |                                               |                                                         |                                       | iOS                                                 | Tactical RPG                              | |                 |
| 2012 | Beyond the Labyrinth (EN) ラビリンスの彼方 (JA)                                                                                         | Tri-Ace                                       | Konami                                                  |                                       | 3DS                                                 | Action RPG, Dungeon crawl                 | |                 |
| 2012 | Borderlands 2 (EN) | Gearbox Software, Iron Galaxy Studios, Aspyr  | 2K Games                                                |                                       | LIN, WIN, PS3, MAC, X360, PSV                       | FPS, Action RPG, Open world               | Borderlands                                                                                             |                 |
| 2012 | Bravely Default (EN) ブレイブリーデフォルト (JA)                                                                                        | Square Enix, Silicon Studio                   | Nintendo, Square Enix                                   |                                       | 3DS                                                 |                                           | |                 |
| 2012 | Call of Cthulhu: The Wasted Land (EN)                                                                                                   | Red Wasp Design Ltd                           |                                                         |                                       | DROI, WIN, iOS                                      | Tactical RPG                              | |                 |
| 2012 | Chaos Rings II (EN) | Media.Vision                                  | Square Enix                                             |                                       | DROI, iOS                                           |                                           | |                 |
| 2012 | ChronoBlade (EN) クロノブレイド (JA) |                                               |                                                         |                                       | DROI, iOS                                           | Action RPG                                | |                 |
| 2012 | Code of Princess (EN) コード・オブ・プリンセス (JA)                                                                                     | Bones                                         | Atlus                                                   |                                       | 3DS                                                 | Action RPG                                | |                 |
| 2012 | Conception: Ore no Kodomo wo Undekure! (EN) CONCEPTION 俺の子供を産んでくれ! (JA)                                                       | Spike                                         | Spike Chunsoft                                          |                                       | PSP                                                 |                                           | |                 |
| 2012 | Confrontation (EN) | Cyanide                                       | Focus Home Interactive                                  |                                       | WIN                                                 |                                           | |                 |
| 2012 | Diablo III (EN) ディアブロ3 (JA) | Blizzard Entertainment                        | Blizzard Entertainment                                  | Fantezie                              | WIN, PS3, MAC, X360, PS4, XOne                      | Action RPG, Dungeon crawl, Hack and slash | Diablo                                                                                                  | NA              |
| 2012 | Digimon World Re:Digitize (EN) デジモンワールド リ:デジタイズ (JA)                                                                      | Tri-Crescendo                                 | Bandai Namco Entertainment                              | Fictional crossover                   | PSP                                                 |                                           | Digimon                                                                                                 |                 |
| 2012 | Disgaea 3: Absence of Justice | NIS                                           | NIS                                                     | Fantezie                              | PSV (Port)                                          | Tactical RPG                              | Port\remake of Disgaea 3: Absence of Justice for PS3.                                                   | Japonia         |
| 2012 | Dragon Quest X: Mezameshi Itsutsu no Shuzoku Online                                                                                     | Square Enix Armor Project                     | Square Enix                                             | Fantezie                              | Wii                                                 | MMORPG                                    | Sequel al Dragon Quest IX Hoshizora no Mamoribito.                                                      | Japonia         |
| 2012 | Dragon's Dogma (EN) | Capcom                                        | Capcom                                                  |                                       | PS3, PC, X360                                       | Action RPG, Open world                    | |                 |
| 2012 | Dungelot (EN) |                                               |                                                         |                                       | DROI, WIN, iOS                                      | Roguelike                                 | |                 |
| 2012 | Dust: An Elysian Tail (EN) | Humble Hearts                                 | Microsoft Studios                                       |                                       | WIN, MAC, X360, iOS, PS4                            | Action RPG                                | |                 |
| 2012 | Etrian Odyssey IV: Legends of the Titan (EN) 世界樹の迷宮IV 伝承の巨神 (JA) Sekaiju no Meikyū IV: Denshō no Kyojin (JA)                 | Atlus                                         | Atlus, Nippon Ichi Software                             |                                       | 3DS                                                 |                                           | | Japonia         |
| 2012 | Fable: The Journey (EN) | Lionhead Studios                              | Microsoft Studios                                       |                                       | X360                                                | Action RPG, Open world                    | Fable                                                                                                   |                 |
| 2012 | Fantasy Life (EN) ファンタジーライフ (JA)                                                                                               | Level-5, 1-Up Studio, h.a.n.d.                | Level-5                                                 |                                       | 3DS                                                 |                                           | |                 |
| 2012 | Final Fantasy XIII-2 | Square Enix 1st Production Department tri-Ace | Square Enix                                             | Fantezie                              | PS3 X360                                            |                                           | Final Fantasy                                                                                           | Japonia         |
| 2012 | Fire Emblem: Awakening (EN) ファイアーエムブレム 覚醒 (JA)                                                                              | Intelligent Systems                           | Nintendo                                                |                                       | 3DS                                                 | Tactical RPG                              | Fire Emblem                                                                                             |                 |
| 2012 | Game of Thrones (EN) | Cyanide                                       | Atlus, Focus Home Interactive                           |                                       | WIN, PS3, X360                                      | Action RPG                                | A Song of Ice and Fire                                                                                  | FR              |
| 2012 | Generation of Chaos: Pandora’s Reflection (EN) ジェネレーション オブ カオス6 (JA)                                                       | Sting Entertainment                           | Nippon Ichi Software                                    |                                       | PSP                                                 | Tactical RPG                              | |                 |
| 2012 | Genso Suikoden: Tsumugareshi Hyakunen no Toki (EN) 幻想水滸伝 紡がれし百年の時 (JA)                                                     | Konami                                        |                                                         |                                       | PSP                                                 |                                           | Suikoden                                                                                                |                 |
| 2012 | Grim Dawn (EN) | Crate Entertainment                           |                                                         |                                       | WIN                                                 | Action RPG, Hack and slash, Open world    | |                 |
| 2012 | Harvest Moon 2 (EN) 牧場物語GB2 (JA) | Victor Interactive Software                   | Natsume                                                 |                                       | GBC                                                 | Simulation                                | Harvest Moon                                                                                            |                 |
| 2012 | Harvest Moon 3 (EN) 牧場物語GB3 ボーイ・ミーツ・ガール (JA)                                                                             | Victor Interactive Software                   | Natsume                                                 |                                       | GBC                                                 | Simulation                                | Harvest Moon                                                                                            |                 |
| 2012 | Harvest Moon DS: Grand Bazaar (EN) 牧場物語 ようこそ!風のバザールへ (JA)                                                                | Marvelous Entertainment                       | Natsume                                                 |                                       | DS                                                  |                                           | Harvest Moon                                                                                            |                 |
| 2012 | Heroes of Ruin (EN) | n-Space                                       | Square Enix                                             |                                       | 3DS                                                 | Action RPG                                | |                 |
| 2012 | Hyperdimension Neptunia Victory (EN) 神次元ゲイムネプテューヌV(ビクトリィー (JA)                                                        | Idea Factory                                  | Compile Heart                                           | Magical girl                          | PS3                                                 |                                           | Hyperdimension Neptunia                                                                                 | Japonia         |
| 2012 | Inazuma Eleven 1-2-3!! Endō Mamoru densetsu (EN) イナズマイレブン1 · 2 · 3 !!:円堂守伝説 (JA)                                           | Level-5                                       | Level-5                                                 |                                       | 3DS                                                 |                                           | | Japonia         |
| 2012 | Inazuma Eleven GO 2: Chrono Stone (EN) イナズマイレブンGO2 クロノ・ストーン ネップウ／ライメイ (JA)                                     | Level-5                                       | Level-5                                                 |                                       | 3DS                                                 |                                           | Inazuma Eleven                                                                                          |                 |
| 2012 | Inazuma Eleven GO Strikers 2013 (EN) | Level-5                                       |                                                         |                                       | Wii                                                 |                                           | Inazuma Eleven                                                                                          |                 |
| 2012 | King's Bounty: Warriors of the North (EN)                                                                                               |                                               | 1C Company                                              |                                       | WIN                                                 | Tactical RPG                              | King's Bounty                                                                                           | RU              |
| 2012 | Kingdom Hearts 3D: Dream Drop Distance (EN) キングダム ハーツ 3D ［ドリーム ドロップ ディスタンス］ (JA)                                | Square Enix                                   | Square Enix                                             | Fictional crossover                   | 3DS                                                 | Action RPG                                | Kingdom Hearts                                                                                          |                 |
| 2012 | Kingdoms of Amalur: Reckoning (EN) | Big Huge Games, 38 Studios                    | Electronic Arts                                         |                                       | WIN, PS3, X360                                      | Action RPG, Open world                    | | NA              |
| 2012 | Krater (EN) | Fatshark                                      |                                                         |                                       | WIN, MAC                                            |                                           | |                 |
| 2012 | Legasista (EN) |                                               | Nippon Ichi Software                                    |                                       | PS3                                                 | Action RPG                                | |                 |
| 2012 | Legend of Grimrock (EN) | Almost Human                                  | Almost Human                                            |                                       | LIN, WIN, MAC                                       | Action RPG, Dungeon crawl                 | | FI              |
| 2012 | Malevolence: The Sword of Ahkranox (EN)                                                                                                 |                                               |                                                         |                                       | WIN                                                 | Dungeon crawl                             | | AU              |
| 2012 | Mass Effect 3 (EN) | BioWare                                       | Electronic Arts                                         |                                       | WIN, PS3, X360, WiiU                                | Action RPG, TPS                           | Mass Effect trilogy                                                                                     | NA              |
| 2012 | Mass Effect: Infiltrator (EN) |                                               | Electronic Arts                                         |                                       | DROI, iOS                                           |                                           | Mass Effect                                                                                             |                 |
| 2012 | Mobile Suit Gundam AGE (EN) | Level-5                                       | Bandai Namco Entertainment                              | Mecha                                 | PSP                                                 | Action RPG                                | |                 |
| 2012 | Mugen Souls (EN) 圧倒的遊戯 ムゲンソウルズ (JA)                                                                                         | Compile Heart                                 | Nippon Ichi Software                                    |                                       | PS3                                                 |                                           | |                 |
| 2012 | Mystic Chronicles (EN) | Kemco                                         | Natsume                                                 |                                       | PSP                                                 |                                           | |                 |
| 2012 | Mythos (EN) | Flagship Studios                              | HanbitSoft                                              |                                       | WIN                                                 | Action RPG                                | |                 |
| 2012 | The Legend of Nayuta: Boundless Trails (EN) 那由多の軌跡 (JA)                                                                           | Nihon Falcom                                  | Nihon Falcom                                            |                                       | PSP                                                 | Action RPG                                | |                 |
| 2012 | Of Orcs and Men (EN) | Cyanide                                       | Focus Home Interactive                                  |                                       | WIN, PS3, X360                                      |                                           | Action RPG                                                                                              | FR              |
| 2012 | One Piece: Romance Dawn (EN) ワンピース ROMANCE DAWN 冒険の夜明け (JA)                                                                  | YouTube                                       | Bandai Namco Entertainment                              |                                       | PSP                                                 |                                           | list of One Piece video games                                                                           |                 |
| 2012 | Outernauts (EN) | Insomniac Games                               | Electronic Arts                                         |                                       | WEB, iOS                                            |                                           | | SUA             |
| 2012 | Paper Mario: Sticker Star (EN) ペーパーマリオ スーパーシール (JA)                                                                       | Nintendo                                      | Nintendo                                                |                                       | 3DS                                                 |                                           | |                 |
| 2012 | Phantasy Star Online 2 (EN) ファンタシースターオンライン2 (JA)                                                                          | Sega Games                                    | Sega Games, AsiaSoft                                    |                                       | DROI, WIN, iOS, PSV, PS4                            | Action RPG, MMORPG                        | Phantasy Star, Phantasy Star Online                                                                     | Japonia         |
| 2012 | Pixel Dungeon (EN) |                                               |                                                         |                                       | DROI, LIN, WIN, MAC, iOS                            | Roguelike                                 | | RU              |
| 2012 | Pokémon Black and White 2 (EN) ポケットモンスター ブラック2・ホワイト2 (JA)                                                             | Game Freak                                    | Nintendo                                                |                                       | DS                                                  |                                           | Pokémon main series                                                                                     |                 |
| 2012 | Pokémon Conquest (EN) ポケモン+ノブナガの野望 (JA)                                                                                      | Koei Tecmo Holdings                           | Nintendo, The Pokémon Company                           | Fictional crossover                   | DS                                                  | Tactical RPG                              | Pokémon, Nobunaga's Ambition                                                                            |                 |
| 2012 | Project X Zone (EN) プロジェクト クロスゾーン (JA)                                                                                      | Banpresto                                     | Bandai Namco Entertainment                              | Fictional crossover                   | 3DS                                                 | Tactical RPG                              | |                 |
| 2012 | Ragnarok Odyssey (EN) ラグナロク オデッセイ (JA)                                                                                        | Game Arts                                     | GungHo Online Entertainment                             |                                       | PS3, PSV                                            |                                           | Ragnarok Online                                                                                         |                 |
| 2012 | Rainbow Moon (EN) |                                               |                                                         |                                       | PS3, PSV                                            | Tactical RPG                              | |                 |
| 2012 | Risen 2: Dark Waters (EN) | Piranha Bytes                                 | Deep Silver                                             | Fantezie                              | WIN, PS3, X360                                      | Action RPG, Open world                    | Risen                                                                                                   | NA              |
| 2012 | Rune Factory 4 (EN) ルーンファクトリー4 (JA)                                                                                            | Neverland                                     | Marvelous                                               |                                       | 3DS                                                 | Simulation                                | Rune Factory                                                                                            |                 |
| 2012 | Saturday Morning RPG (EN) | Mighty Rabbit Studios                         |                                                         |                                       | WIN, iOS                                            |                                           | |                 |
| 2012 | Persona 4 Golden | Atlus                                         | Atlus Square Enix Ubisoft                               | Fantezie                              | PSV (Port)                                          |                                           | Portare îmbunătățită a jocului Persona 4 pentru PS2.                                                    | Japonia         |
| 2012 | Shining Blade (EN) シャイニング・ブレイド (JA)                                                                                          | Sega Games                                    | Sega Games                                              |                                       | PSP                                                 |                                           | Shining                                                                                                 |                 |
| 2012 | Silversword (EN) |                                               |                                                         | Fantezie                              | iOS                                                 |                                           | |                 |
| 2012 | Skylanders: Giants (EN) | Toys For Bob                                  | Activision Publishing, Inc.                             |                                       | WIN, Wii, PS3, X360, WiiU, 3DS                      |                                           | Skylanders                                                                                              |                 |
| 2012 | Sol Trigger (EN) ソールトリガー (JA) | Imageepoch                                    |                                                         |                                       | PSP                                                 |                                           | |                 |
| 2012 | Spellforce 2: Faith in Destiny (EN) |                                               | THQ Nordic                                              |                                       | WIN                                                 |                                           | Spellforce                                                                                              |                 |
| 2012 | Tales of Maj'Eyal (EN) | Netcore Games                                 | Netcore Games                                           |                                       | LIN, WIN, MAC, MAC                                  | Roguelike                                 | |                 |
| 2012 | Tales of the World: Tactics Union (EN) テイルズ オブ ザ ワールド タクティクス ユニオン (JA)                                             | Bandai Namco Entertainment                    |                                                         | Fictional crossover                   | DROI, iOS                                           | Tactical RPG                              | Tales                                                                                                   |                 |
| 2012 | Tales of Xillia 2 (EN) テイルズ オブ エクシリア2 (JA)                                                                                   | Bandai Namco Entertainment                    | Bandai Namco Entertainment                              |                                       | PS3                                                 |                                           | Tales                                                                                                   |                 |
| 2012 | Tanken Driland (EN) 探検ドリランド (JA) Tanken Dorirando (JA)                                                                           |                                               |                                                         | Shōnen manga, Fantasy anime and manga | DROI, iOS                                           |                                           | | Japonia         |
| 2012 | The Denpa Men: They Came By Wave (EN) 電波人間のRPG (JA)                                                                                | Genius Sonority                               | Genius Sonority                                         |                                       | 3DS                                                 |                                           | |                 |
| 2012 | The Elder Scrolls V: Skyrim — Dawnguard (EN)                                                                                            | Bethesda Game Studios                         | Bethesda Softworks                                      |                                       | WIN, PS3, X360                                      | Open world, Action RPG                    | The Elder Scrolls                                                                                       |                 |
| 2012 | The Elder Scrolls V: Skyrim — Dragonborn (EN)                                                                                           | Bethesda Game Studios                         | Bethesda Softworks                                      |                                       | WIN, PS3, X360                                      | Action RPG, Open world                    | The Elder Scrolls                                                                                       |                 |
| 2012 | The Elder Scrolls V: Skyrim — Hearthfire (EN)                                                                                           | Bethesda Game Studios                         | Bethesda Softworks                                      |                                       | WIN, PS3, X360                                      | Action RPG, Open world                    | The Elder Scrolls                                                                                       |                 |
| 2012 | The Walking Dead: Season One (EN) ウォーキング・デッド (JA)                                                                             | Telltale Games                                | Telltale Games                                          |                                       | DROI, WIN, PS3, MAC, X360, iOS, PSP, PSV, PS4, XOne | Graphic Adventure                         | The Walking Dead                                                                                        |                 |
| 2012 | Time and Eternity (EN) 時と永遠 〜トキトワ〜 (JA)                                                                                       | Imageepoch                                    | Bandai Namco Entertainment                              |                                       | PS3                                                 |                                           | |                 |
| 2012 | Torchlight II (EN) | Runic Games                                   | Runic Games                                             |                                       | LIN, WIN, MAC                                       | Action RPG, Open world                    | |                 |
| 2012 | Tynon (EN) |                                               |                                                         |                                       | WIN                                                 | Tactical RPG                              | |                 |
| 2012 | Ultima IX: Ascension (EN) | Origin Systems                                | Electronic Arts                                         |                                       | WIN                                                 |                                           | Ultima                                                                                                  |                 |
| 2012 | Vox (EN) |                                               |                                                         |                                       | WIN                                                 | Open world, Adventure                     | |                 |
| 2012 | Witcher 2, The: Assassins of Kings | CD Projekt Red                                | CD Projekt Red (POL) Atari (NA) Namco Bandai Games (EU) | Fantasy                               | X360 (Port) MAC (Port)                              | Action RPG                                | Portare a The Witcher 2: Assassins of Kings for Windows. Sequel al The Witcher. Bazat pe novels omonim. | PL              |
| 2012 | Ys: Memories of Celceta (EN) イース セルセタの樹海 (JA)                                                                                 | Nihon Falcom                                  | Nihon Falcom                                            |                                       | PSV                                                 | Action RPG                                | Ys |                 |
| 2012 | Zenonia 4 (EN) | Gamevil                                       |                                                         |                                       | DROI                                                | Action RPG                                | |                 |
| 2013 | 99 Levels to Hell (EN) | B-evil, Zaxis Games                           | Zaxis Games                                             |                                       | WIN, MAC                                            |                                           | |                 |
| 2013 | Aarklash: Legacy | Cyanide Studio                                | Cyanide Studio                                          | Fantasy                               | WIN                                                 | Dungeon crawl                             | |                 |
| 2013 | Akaneiro: Demon Hunters (EN) | Spicy Horse                                   |                                                         | Dark fantasy                          | WIN, MAC                                            | Hack and slash, Action RPG                | |                 |
| 2013 | Ascend: New Gods (EN) | Signal Studios                                | Microsoft Studios                                       |                                       | WIN, X360, croew                                    |                                           | |                 |
| 2013 | Atelier Escha & Logy: Alchemists of the Dusk Sky (EN) エスカ&ロジーのアトリエ 〜黄昏の空の錬金術士〜 (JA)                               | Gust Co. Ltd.                                 | Koei Tecmo Holdings                                     |                                       | PS3, PSV                                            |                                           | Atelier                                                                                                 | Japonia         |
| 2013 | Avadon 2: The Corruption (EN) | Spiderweb Software                            |                                                         | Fantezie                              | WIN, iOS, OSX                                       | Dungeon crawl                             | Sequel al Avadon: The Black Fortress                                                                    |                 |
| 2013 | Baldur's Gate II: Enhanced Edition (EN)                                                                                                 | Beamdog                                       | Atari                                                   |                                       | DROI, WIN, iOS                                      |                                           | Baldur's Gate                                                                                           |                 |
| 2013 | Baldur's Gate: Dark Alliance II (EN) | Black Isle Studios                            | Interplay Entertainment                                 |                                       | PS2, Xbox                                           | Hack and slash                            | Baldur's Gate                                                                                           |                 |
| 2013 | Banner Saga, The (EN) | Stoic                                         | Versus Evil                                             |                                       | DROI, LIN, WIN, MAC, iOS, PS4                       | Tactical RPG                              | |                 |
| 2013 | Charlie Murder (EN) | Ska Studios                                   | Microsoft Studios                                       |                                       | X360                                                | Action RPG, Beat 'em up                   | |                 |
| 2013 | Covenant of Solitude (EN) |                                               | Kemco                                                   |                                       | DROI, iOS                                           |                                           | |                 |
| 2013 | Cube World (EN) |                                               |                                                         |                                       | WIN                                                 | Open world                                | |                 |
| 2013 | Dark Eye, The: Demonicon (EN) |                                               | Kalypso Media                                           |                                       | WIN, PS3, X360                                      |                                           | |                 |
| 2013 | Dead Island: Riptide (EN) | Techland                                      | Deep Silver                                             |                                       | WIN, PS3, X360                                      | Action RPG, Open world                    | Dead Island                                                                                             |                 |
| 2013 | Demon Gaze (EN) デモンゲイズ (ゲーム) (JA)                                                                                              | Kadokawa Shoten                               | Europe                                                  |                                       | PSV                                                 |                                           | |                 |
| 2013 | Desktop Dungeons (EN) | QCF Design                                    | QCF Design                                              |                                       | WIN, MAC, GNU/LIN                                   |                                           | |                 |
| 2013 | Deus Ex: The Fall (EN) | Eidos Montreal                                | Square Enix                                             |                                       | DROI, WIN, iOS                                      | Action RPG, FPS                           | Deus Ex                                                                                                 |                 |
| 2013 | Digimon Adventure (EN) | Prope                                         | Bandai Namco Entertainment                              | Fictional crossover                   | PSP                                                 |                                           | Digimon                                                                                                 |                 |
| 2013 | Disgaea D2: A Brighter Darkness (EN) ディスガイア D2 (JA)                                                                               | Nippon Ichi Software                          |                                                         |                                       | PS3                                                 | Tactical RPG                              | Disgaea                                                                                                 |                 |
| 2013 | Divinity: Dragon Commander (EN) | Larian Studios                                |                                                         |                                       | WIN                                                 | TPS                                       | |                 |
| 2013 | DoomRL (EN) |                                               |                                                         |                                       | LIN, WIN                                            | Roguelike                                 | |                 |
| 2013 | Dragon's Crown (EN) ドラゴンズクラウン (JA)                                                                                             | Vanillaware                                   | Nippon Ichi Software                                    |                                       | PS3, PSV                                            | Action RPG                                | |                 |
| 2013 | Drakengard 3 (EN) ドラッグオンドラグーン3 (JA)                                                                                          | Access Games                                  | Square Enix                                             |                                       | PS3                                                 | Action RPG                                | Drakengard                                                                                              |                 |
| 2013 | Driftmoon | Instant Kingdom                               |                                                         | Fantasy                               | WIN LIN OSX                                         | WRPG                                      | | FI              |
| 2013 | Dungeon Defenders (EN) | Trendy Entertainment                          | Reverb Triple XP                                        |                                       | DROI, LIN, WIN, PS3, MAC, iOS                       | Tower defense                             | |                 |
| 2013 | Dungeonland (EN) | Critical Studio                               | Paradox Interactive                                     |                                       | WIN, MAC                                            | Action RPG                                | |                 |
| 2013 | Eldritch (EN) | Minor Key Games                               |                                                         |                                       | LIN, WIN, MAC                                       | Roguelike, FPS                            | |                 |
| 2013 | Etrian Odyssey Untold: The Millennium Girl (EN) 新・世界樹の迷宮 ミレニアムの少女 (JA)                                                  | Atlus                                         | Nippon Ichi Software                                    |                                       | 3DS                                                 |                                           | |                 |
| 2013 | Expeditions: Conquistador (EN) | Logic Artists                                 | bitcomposer Entertainment                               |                                       | LIN, WIN, MAC                                       | Tactical RPG                              | Expeditions                                                                                             | DK              |
| 2013 | Exstetra (EN) エクステトラ (JA) |                                               |                                                         |                                       | PSV                                                 |                                           | |                 |
| 2013 | Fairy Fencer F (EN) フェアリーフェンサー エフ (JA)                                                                                      | Compile Heart                                 | Idea Factory                                            |                                       | WIN, PS3                                            |                                           | |                 |
| 2013 | Fallout: Project Brazil (EN) |                                               |                                                         |                                       | WIN                                                 | Action RPG                                | Fallout                                                                                                 |                 |
| 2013 | Family Farm Seaside (EN) | FunPlus                                       | FunPlus                                                 |                                       | DROI, iOS                                           | Simulation                                | | CN              |
| 2013 | Forced (EN) |                                               |                                                         |                                       | WIN                                                 | Action RPG                                | |                 |
| 2013 | GOD EATER 2 Rage Burst (EN) | Shift, Q16594238                              | Bandai Namco Entertainment                              |                                       | PSV, PS4                                            | Action RPG                                | Gods Eater Burst                                                                                        |                 |
| 2013 | Guided Fate Paradox, The (EN) 神様と運命革命のパラドクス (JA)                                                                           | Nippon Ichi Software                          | NIS America                                             | Fantezie                              | PS3                                                 | Dungeon crawl                             | | Japonia         |
| 2013 | How to Survive (EN) |                                               | 505 Games                                               |                                       | WIN, PS4, XOne                                      | Action RPG, Survival horror               | |                 |
| 2013 | Hyperdimension Neptunia Re;Birth 1 (EN) 超次次元ゲイム ネプテューヌ (JA)                                                                | Idea Factory                                  | Compile Heart                                           | Magical girl                          | PSV, WIN                                            |                                           | Refacere îmbunătățită a Hyperdimension Neptunia                                                         | Japonia         |
| 2013 | Inazuma Eleven GO 3: Galaxy (EN) イナズマイレブンGO3 ギャラクシー ビッグバン/スーパーノヴァ (JA)                                        | Level-5                                       | Level-5                                                 |                                       | 3DS                                                 |                                           | Inazuma Eleven                                                                                          |                 |
| 2013 | Incredible Adventures of Van Helsing, The (EN)                                                                                          | NeocoreGames                                  | NeocoreGames                                            |                                       | WIN, X360                                           | Action RPG                                | |                 |
| 2013 | Infinity Blade III (EN) | Chair Entertainment                           |                                                         |                                       | iOS                                                 | Action RPG                                | |                 |
| 2013 | Kamen Rider Battle Ride Wars (EN) 仮面ライダー バトライド・ウォー (JA)                                                                  | Bandai Namco Holdings                         | Bandai Namco Holdings                                   |                                       | PS3                                                 | Action RPG                                | |                 |
| 2013 | Legend of Dungeon (EN) | Robot Loves Kitty                             |                                                         |                                       | WIN                                                 | Roguelike                                 | |                 |
| 2013 | The Legend of Heroes: Trails of Cold Steel (EN) 閃の軌跡 (JA)                                                                           | Nihon Falcom                                  | Nihon Falcom                                            |                                       | PS3, PSV                                            |                                           | Trails                                                                                                  |                 |
| 2013 | Legend of Sword and Fairy 5 Prequel, The (EN)                                                                                           |                                               |                                                         |                                       | WIN                                                 |                                           | |                 |
| 2013 | Leviathan: The Last Defense (EN) 絶対防衛レヴィアタン (JA) Zettai Bōei Reviatan (JA)                                                    |                                               |                                                         | Fantezie anime and manga              | DROI, iOS                                           |                                           | | Japonia         |
| 2013 | Lightning Returns: Final Fantasy XIII (EN) ライトニング リターンズ ファイナルファンタジーXIII (JA)                                      | Square Enix                                   |                                                         |                                       | WIN, PS3, X360                                      | Open world                                | Final Fantasy, Fabula Nova Crystallis Final Fantasy                                                     |                 |
| 2013 | Mars: War Logs (EN) | Spiders                                       | Focus Home Interactive                                  |                                       | WIN, PS3, PSP                                       | Action RPG                                | |                 |
| 2013 | Metal Max 4: Gekkō no Diva (EN) メタルマックス4 月光のディーヴァ (JA)                                                                   |                                               | Kadokawa Shoten                                         |                                       | 3DS                                                 |                                           | Metal Max                                                                                               |                 |
| 2013 | Mind Zero (EN) | Acquire                                       | GungHo Online Entertainment                             |                                       | PSV                                                 |                                           | |                 |
| 2013 | Monster Hunter 4 (EN) | Capcom                                        | Capcom                                                  | Fantezie                              | 3DS                                                 | Action RPG                                | Monster Hunter                                                                                          | KR              |
| 2013 | Monster Hunter: Frontier G (EN) | Capcom                                        | Capcom                                                  |                                       | WIN                                                 | Action RPG                                | Monster Hunter                                                                                          |                 |
| 2013 | Pacific Rim (video game) (EN) | Yuke's, Reliance Entertainment                | Warner Bros. Interactive Entertainment                  |                                       | DROI, iOS, XBLA                                     | Action RPG, Fighting game                 | |                 |
| 2013 | Path of Exile (EN) | Grinding Gear Games                           | Steam, Garena                                           |                                       | WIN, XOne                                           | Action RPG, Hack and slash                | |                 |
| 2013 | Pokémon X and Y (EN) ポケットモンスター エックス・ワイ (JA)                                                                             | Game Freak                                    | Nintendo, Creatures, Game Freak, The Pokémon Company    |                                       | 3DS                                                 |                                           | Pokémon main series                                                                                     |                 |
| 2013 | Reaper: Tale of a Pale Swordsman (EN)                                                                                                   | Hexage                                        |                                                         |                                       | DROI, WIN, iOS, croew                               | Action RPG                                | |                 |
| 2013 | Risk of Rain (EN) | Hopoo Games, LLC                              | Chucklefish                                             |                                       | WIN, MAC, PSV, GNU/LIN                              | Roguelike, Platform game                  | |                 |
| 2013 | Scrolls (EN) | Mojang                                        | Mojang                                                  |                                       | DROI, WIN                                           |                                           | |                 |
| 2013 | Sei Madou Monogatari (EN) | Compile Heart                                 | Compile Heart                                           |                                       | PSV                                                 |                                           | |                 |
| 2013 | Shadowrun Returns (EN) | Harebrained Schemes                           |                                                         | Cyberpunk                             | DROI, LIN, WIN, iOS, OSX                            | Tactical RPG                              | Shadowrun                                                                                               | NA              |
| 2013 | Shin Megami Tensei IV (EN) 真・女神転生IV (JA)                                                                                          | Atlus                                         | Nintendo                                                |                                       | 3DS                                                 |                                           | Megami Tensei                                                                                           |                 |
| 2013 | Shining Ark (EN) シャイニング・アーク (JA)                                                                                              | Media.Vision                                  | Sega Games                                              |                                       | PSP                                                 |                                           | Shining                                                                                                 |                 |
| 2013 | Skylanders: Swap Force (EN) | Vicarious Visions                             | Activision Publishing, Inc.                             |                                       | Wii, PS3, X360, WiiU, 3DS, PS4, XOne                |                                           | Skylanders                                                                                              |                 |
| 2013 | Summon Night 5 (EN) サモンナイト5 (JA)                                                                                                  |                                               | Bandai Namco Holdings                                   |                                       | PSP                                                 | Tactical RPG                              | Summon Night                                                                                            |                 |
| 2013 | Super Robot Wars UX (EN) スーパーロボット大戦UX (JA)                                                                                    | Banpresto                                     | Bandai Namco Entertainment                              |                                       | 3DS                                                 | Tactical RPG                              | Super Robot Wars                                                                                        |                 |
| 2013 | Sword Art Online: Infinity Moment (EN) ソードアート・オンライン -インフィニティ・モーメント (JA) Sōdo Āto Onrain: Infiniti Mōmento (JA) |                                               | Bandai Namco Entertainment                              |                                       | PSP                                                 |                                           | Sword Art Online                                                                                        | Japonia         |
| 2013 | Sword of the Stars: The Pit (EN) | Kerberos Productions                          |                                                         |                                       | WIN                                                 | Roguelike                                 | |                 |
| 2013 | Tales of Symphonia Chronicles (EN) テイルズ オブ シンフォニア ユニゾナントパック (JA)                                                   | Bandai Namco Entertainment                    | Bandai Namco Entertainment                              |                                       | PS3                                                 |                                           | Tales                                                                                                   |                 |
| 2013 | Valhalla Knights 3 (EN) |                                               | Marvelous                                               |                                       | PSV                                                 |                                           | Valhalla Knights                                                                                        |                 |
| 2013 | Witch and The Hundred Knights, The (EN) 魔女と百騎兵 (JA)                                                                               | Nippon Ichi Software                          | Nippon Ichi Software                                    |                                       | PS3                                                 |                                           | |                 |
| 2013 | Word Realms (EN) | Asymmetric Publications                       |                                                         |                                       | LIN                                                 |                                           | |                 |